# Portulaca sclerocarpa
Portulaca sclerocarpa är en portlakväxtart som beskrevs av Asa Gray. Portulaca sclerocarpa ingår i släktet portlaker, och familjen portlakväxter. Inga underarter finns listade i Catalogue of Life.